# Sokolnik (Riesengebirge)
Der Sokolnik ist ein Berg auf dem westlichen Schlesischen Kamm des Riesengebirges an der tschechisch-polnischen Grenze.

## Lage
Talorte sind:
- Harrachov (Harrachsdorf), knapp 7 km südwestlich,
- Spindlermühle (Špindlerův Mlýn), etwa 8 km südwestlich und
- Szklarska Poręba (Schreiberhau), das etwas mehr als 5 km entfernt in nördlicher Richtung liegt.

Der Gipfel des Sokolnik, was mit „Falkner“ übersetzt werden kann, liegt zwischen dem Reifträger (poln. Szrenica) im Westen und dem Veilchenstein (poln. Łabski Szczyt, tschech. Violík) im Osten.
Im sogenannten Reifträgerloch (Kocioł Szrenicki), einer Nivationsnische, die zwischen dem Osthang des Reifträgers und dem Nordhang vermutlich während der letzten Eiszeit entstanden ist, liegt ein ausgedehntes Feuchtgebiet.
Der Süd- und Südwesthang fällt steil zur Mummelwiese und ins Tal der Velka Mumlava, dem linken Quellbach der Mumlava (Mummel). Unterhalb des Südosthangs erstreckt sich eine Hochebene, die Labská louka (poln. Łabska Łąka, deutsch Elbwiese).

## Hydrologie
Die Elbwiese wird als das Quellgebiet der Elbe angesehen, das Wasser wird aus einer Vielzahl kleiner Quellbäche auf der Hochfläche oberhalb der Labská Bouda (Elbfallbaude) symbolisch in einem mit Steinen gefassten Wasserloch gesammelt.
Die Feuchtwiese am Nordhang ist ebenfalls von vielen kleinen, namenlosen Wasseradern durchzogen, die zum Szrenicka Potok zusammenfliesen. Dieser nimmt zunächst seinen Weg nach Norden, dann am unteren Ende des Reifträgerlochs nach Nordosten, um bei Szklarska Poręba in einer Höhe von 585 m über dem Meer in die Kochel (poln. Szklarka) zu münden.

## Flora und Fauna
Der Gipfel ist waldlos und von Trümmerfeldern bedeckt. Die Flora entspricht der subalpinen Vegetationsstufe mit Flechten, Borstgras und Latschen als vorherrschende Pflanzen. In den niedrigeren Lagen am Nordhang wächst Gebirgsnadelwald, der hauptsächlich aus Fichten besteht.
Die subpolaren klimatischen Verhältnisse am Gipfel mit niedrigen Temperaturen und hohen Windgeschwindigkeiten gestatten es nur pflanzenfressenden Wanzen, Spinnen und Holz bewohnenden Käfern sich hier auf Dauer einzurichten. Die Insekten sind jedoch Nahrung für verschiedene Vogelarten wie z. B. Alpenbraunelle, Bergpieper oder Rotschwanz. In den tieferen Lagen finden neben weiteren Vogelarten auch Säugetiere wie zum Beispiel Stein- und Baummarder (Martes martes) einen auskömmlichen Lebensraum.

## Tourismus und Naturschutz
Der Sokolnik liegt auf dem Gebiet von zwei Nationalparks. In Polen im Karkonoski Park Narodowy (KPN) und in Tschechien im Krkonošský národní park (KRNAP). Das bedeutet, neben einem umfangreichen Artenschutz, dass die befestigten Wege nicht verlassen werden dürfen.
Die Wanderwege sind markiert:

▬ – Rot markiert verläuft nördlich des Gipfels der Weg der polnisch-tschechischen Freundschaft (Kammweg), der im Westen an den Felsformationen  Trzy Świnki (Sausteine)  und Twarożnik (deutsch Quarksteine, tschechisch Tvarožník)  vorbei und im Osten weiter zum Veilchenstein führt.

▬ – Grün gekennzeichnet geht zwischen den beiden Felsgruppen der Schneegruben-Pfad von polnischer Seite über den Mokra Przełęcz (Nasser Sattel), vorbei an der Wosseckerbaude (Vosecká bouda) durch den Mummelgrund (Mummelwiese, tschech. Mumlavské Louka) auf die tschechische Seite.

▬ – Gelb ausgewiesen kreuzt kurz nach dem Gipfel in östlicher Richtung ein weiterer Wanderweg den Kammweg. Links führt er über die Schronisko PTTK Pod Łabskim Szczytem (Alte Schlesische Baude) nach Schreiberhau; rechts geht es zur Elbquelle und dem Elbfall.

## Bilder aus der Umgebung

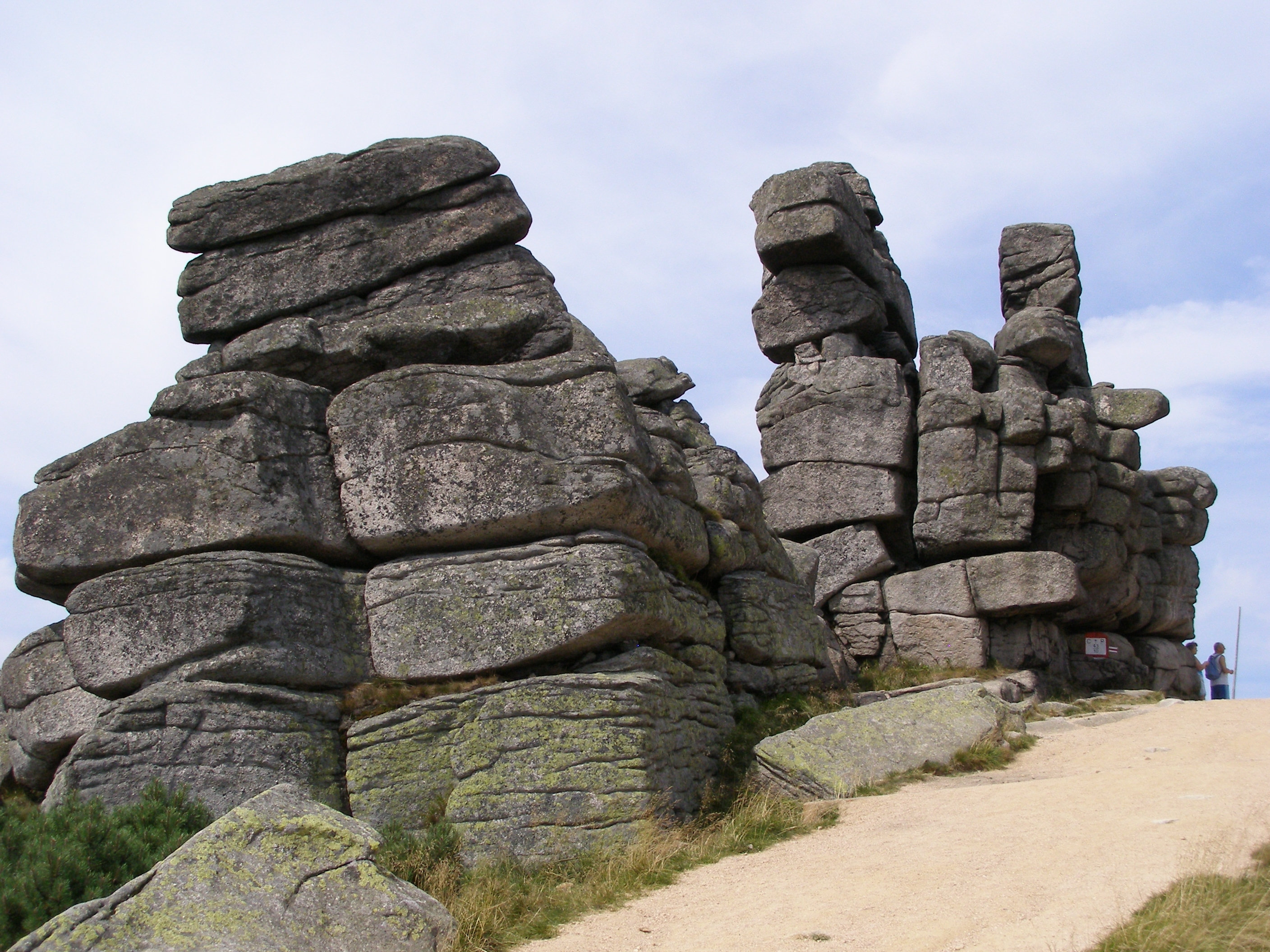
Die drei Schweinchen Trzy Świnki
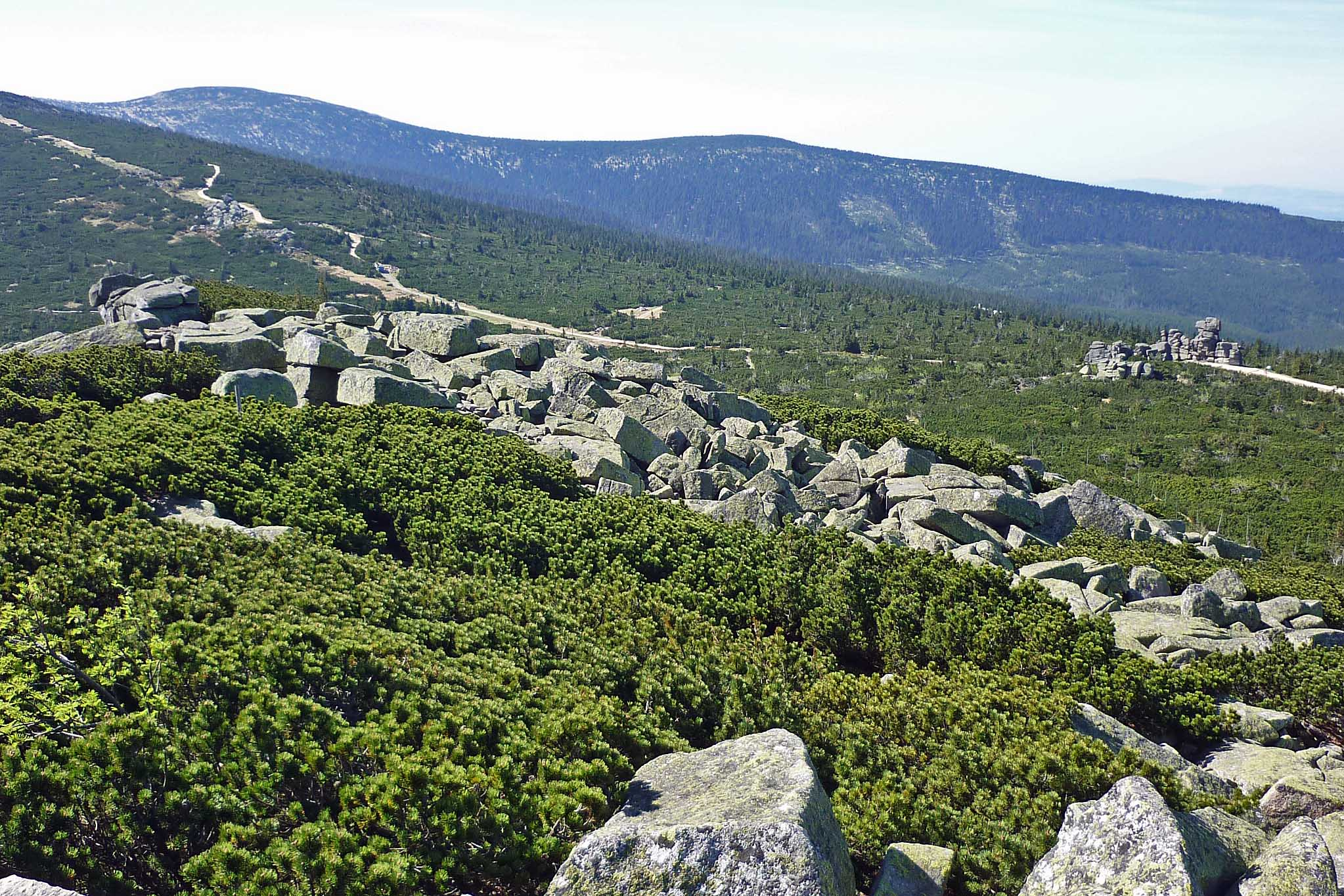
Blick vom Reifträger auf die Felsgruppen Tvarožník (links) und Trzy Świnki (rechts)
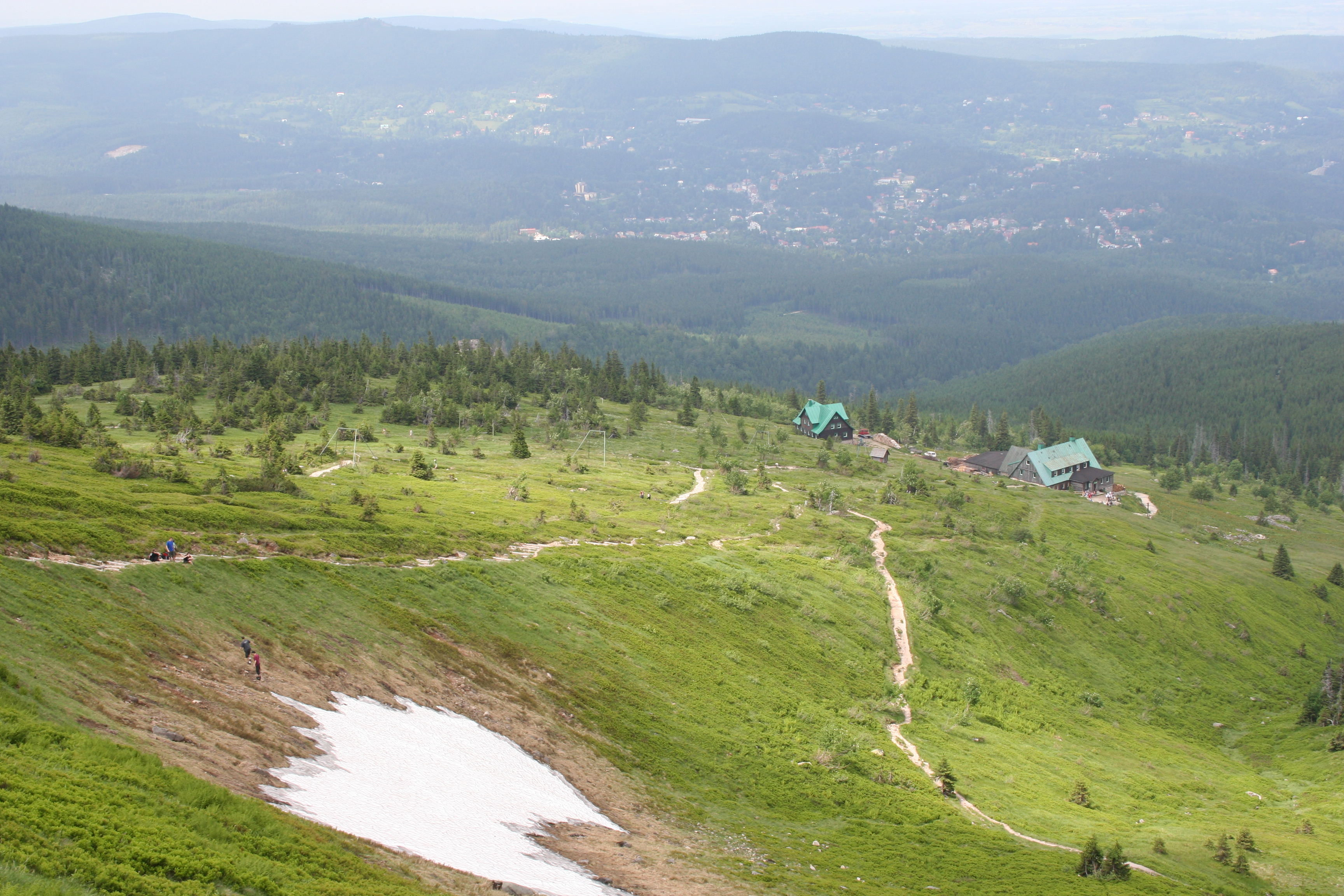
Die Alte Schlesische Baude, unterhalb der Nordseite des Veilchensteins